# Stéblová
Stéblová je obec v okrese Pardubice v Pardubickém kraji. Nachází se asi sedm kilometrů severně od krajského města Pardubice. Žije zde 370 obyvatel. Kolem východního okraje zastavěného území prochází železniční trať Pardubice – Hradec Králové, na které je zřízena stanice Stéblová a zastávka Stéblová obec.

## Historie
První písemná zmínka o obci pochází z roku 1385.

### Železniční nehoda u Stéblové
Dne 14. listopadu roku 1960 došlo nedaleko Stéblové k největšímu železničnímu neštěstí v českých zemích: při střetu dvou osobních vlaků, parního a motorového, zahynulo 118 lidí a 110 bylo zraněno.

## Obyvatelstvo
| Rok            | 1869 | 1880 | 1890 | 1900 | 1910 | 1921 | 1930 | 1950 | 1961 | 1970 | 1980 | 1991 | 2001 | 2011 | 2021 |
| -------------- | ---- | ---- | ---- | ---- | ---- | ---- | ---- | ---- | ---- | ---- | ---- | ---- | ---- | ---- | ---- |
| Počet obyvatel | 162  | 182  | 253  | 235  | 219  | 244  | 222  | 181  | 180  | 160  | 134  | 148  | 160  | 224  | 282  |
| Počet domů     | 22   | 24   | 30   | 31   | 33   | 34   | 40   | 49   | 48   | 44   | 43   | 53   | 60   | 84   | 94   |

## Obecní správa
Mezi lety 1869–1976 Stéblová byla obcí v okrese Pardubice (1869–1930), poté v okrese Pardubice-okolí (1950) a později opět v okrese Pardubice. Od 30. dubna 1976 do 23. listopadu 1990 patřila jako část obce k Srchu a od 24. listopadu 1990 je opět samostatnou obcí.

### Obecní symboly
Znak a vlajka byly obci uděleny rozhodnutím předsedy Poslanecké sněmovny Parlamentu České republiky dne 17. prosince 2019.